# Granville Hedrick
Granville Hedrick, född 2 september 1814, död 22 august 1881, var en ledande person inom Sista Dagars Heliga-rörelsen i USA efter 1844 års successionskris. 1863 grundade han Church of Christ (Temple Lot).